# Zumatlán
Zumatlán är en ort i Mexiko.   Den ligger i kommunen Zihuatanejo de Azueta och delstaten Guerrero, i den södra delen av landet, 300 km sydväst om huvudstaden Mexico City. Zumatlán ligger 228 meter över havet och antalet invånare är 162.
Terrängen runt Zumatlán är huvudsakligen kuperad. Zumatlán ligger nere i en dal. Runt Zumatlán är det ganska tätbefolkat, med 70 invånare per kvadratkilometer. Närmaste större samhälle är Vallecitos de Zaragoza, 17,6 km nordost om Zumatlán. I omgivningarna runt Zumatlán växer i huvudsak lövfällande lövskog.